# Rebelión Maji Maji
La rebelión Maji Maji fue una sublevación de pueblos nativos de la actual Tanzania contra el gobierno colonial de Alemania, ocurrida entre los años 1905 a 1907, debido a las carencias y pobreza generadas por la política colonial seguida por las autoridades del África Oriental Alemana de exigir a los campesinos prestar trabajo forzoso en plantaciones de algodón para la exportación a la metrópoli.

## Antecedentes
Cuando se inició el Reparto de África, tras la Conferencia de Berlín, las principales potencias de Europa buscaron crear posesiones coloniales en todo el territorio africano, y el recién creado Imperio alemán no fue una excepción. En 1885 una expedición militar alemana se apoderó de Dar Es Salaam, en la costa de Tanganica (actual Tanzania) reclamando el territorio para Alemania, y llegando a un acuerdo con Gran Bretaña para fijar las respectivas áreas de influencia de ambas potencias.
Alemania llegó relativamente tarde al Reparto de África, en comparación con los tempranos avances imperialistas de Francia o Gran Bretaña, pero al terminar el siglo XIX Alemania ya poseía un imperio colonial en territorio africano: el África Oriental Alemana (que abarcaba la actual Tanzania, Ruanda, Burundi, y norte de Mozambique), Togoland (actual Togo y parte de Ghana), Camerún, y el África Alemana del Sudoeste (la actual Namibia); aun así estos territorios se hallaban mutuamente alejados y estaban lejos de las grandes rutas comerciales que ya habían conquistado franceses y británicos.
El gobierno alemán carecía de suficientes tropas y funcionarios para cubrir efectivamente todo el territorio del África Oriental Alemana, por lo cual se mantenía un sistema de fortines en todo el interior del territorio para ejercer algún grado de control sobre los habitantes nativos. Como consecuencia, el efectivo dominio alemán dependía de la colaboración de los jefes de clanes y tribus, así como de eventuales tácticas violentas para asegurar la obediencia de la población y exhibir el poder militar de los alemanes.
El territorio del África Oriental Alemana era de suelos fértiles para cultivos agrícolas pero pobre en materias primas de alto precio y fácil extracción (como maderas finas y minerales), por lo cual Alemania empezó a recaudar tributos personales en 1898 y recurrió a los trabajos forzados para la construcción de caminos y obras públicas. No obstante, en 1902 las autoridades coloniales ordenaron a los habitantes de aldeas y villorios dedicarse forzosamente al cultivo de algodón de manera masiva y preferente con el fin de obtener dicha materia prima y destinarla a la exportación, buscando que esta colonia proporcionase a la metrópoli un producto agrícola lo bastante lucrativo para hacer rentable al territorio y justificar la inversión de capitales alemanes.
Para cada aldea las autoridades alemanas asignaron una cuota mínima de producción de algodón y los jefes tribales fueron encargados de supervisar la producción y el cumplimiento de las cuotas. Sin embargo en esta orden hubo un elemento nuevo: los trabajadores en la producción de algodón eran campesinos comunes que normalmente estaban a cargo de sus propios cultivos de subsistencia, quienes fueron obligados a dejar esas tareas para cumplir las órdenes del gobierno colonial, prácticamente como mano de obra forzosa.
La política colonial alemana tenía efectos visibles en el tejido social de las comunidades nativas: los campesinos varones debían ausentarse de sus normales tareas agrícolas durante largos meses para dedicarse únicamente al cultivo del algodón en las granjas establecidas al efecto por los alemanes, y eran las mujeres quienes debían afrontar las labores del campo, aumentando la carga de trabajo y con ella las dificultades para la subsistencia. Cuando a inicios de 1905 ocurrió una severa sequía que afectó a miles de campesinos tanzanos, el gobierno colonial se negó a cambiar sus políticas y no permitió el retorno de los trabajadores forzados al cultivo masivo de alimentos. La explotación de los campesinos y la indiferencia de las autoridades hacia las necesidades causadas por la sequía, causaron que en julio de 1905 estallase una revuelta contra el gobierno colonial.
Los campesinos rebeldes estaban concentrados mayormente en el sur de Tanzania, una zona donde los fortines de tropas alemanas eran pocos en comparación con las más prósperas regiones del norte y de la costa del océano Índico, y que no había estado en contacto con los alemanes sino desde 1890. De hecho, la situación de la población nativa situada en la zona costera o en las regiones septentrionales resultaba mucho menos difícil en comparación a la vivida en el sur. Los sublevados se refugiaron en las creencias mágicas para expulsar a los europeos y usaron la magia como un poder unificador entre las diversas tribus que apoyaron la revuelta. Un médium llamado Kinjikitile Ngwale alegó estar bajo la posesión de un espíritu mágico denominado Hongo y manifestado en forma de serpiente. Ngwale tomó el nombre de Bokero y desarrolló una creencia según la cual la población nativa de Tanganica era llamada por los espíritus para eliminar a los colonizadores. Según posteriores registros de antropólogos alemanes, Bokero entregó a sus seguidores una mezcla de agua, aceite de ricino y semillas de mijo molidas que podría transformar las balas de los fusiles alemanes en agua. Confiando en los poderes de este líquido, Bokero y varios miles de sus seguidores iniciaron una rebelión llamada por los alemanes rebelión Maji Maji en tanto la palabra "maji" en idioma suajili significa precisamente "agua".

## La revuelta
Los rebeldes estaban muy mal armados, contaban apenas con lanzas, flechas y unas pocas armas de fuego de corto alcance. No obstante, eran muy numerosos, sumando varios miles de sublevados, y creían ser inmunes ante las balas de los alemanes gracias al líquido mágico entregado por Bokero. Los rebeldes marcharon desde sus aldeas llevando tallos de mijo atados a la frente, reuniéndose para atacar pequeños puestos de avanzada de las tropas alemanas y destruir sembrados de algodón. El 31 de julio de 1905 una gran masa de rebeldes de la tribu matumbi atacaron la aldea de Samanga y destruyeron un puesto comercial alemán junto con la plantación local de algodón.
La reacción alemana fue rápida y Bokero fue arrestado y ahorcado por las autoridades coloniales poco después, acusado de traición, declarando que antes de perecer que el agua de la revuelta se había extendido por toda la región. El 14 de agosto de 1905 rebeldes de la tribu ngindo atacaron un pequeño grupo de misioneros alemanes que viajaban hacia el sur de Tanganica; todos los clérigos fueron muertos con lanzas, entre ellos el obispo católico de Dar es Salaam.
Durante el mes de agosto los rebeldes salieron de las colinas de los matumbi dirigiéndose al norte y atacando guarniciones alemanas de mayor tamaño. La villa de Ifakara fue atacada el 16 de agosto, los sublevados destruyeron el pequeño fortín alemán y expulsaron violentamente a los soldados sobrevivientes, logrando así vía libre hacia la importante fortificación de Mahenge, defendida por el teniente alemán Von Hasell con 60 soldados, unos cientos de guerreros tanzanos leales y dos ametralladoras. Hasta entonces al avance rebelde se había visto ayudado por la poca presencia efectiva de alemanes en la zona, en tanto las regiones meridionales de Tanzania solamente había 458 soldados germanos apoyados por 588 askaris.
En el combate de Mahenge, las dos columnas de rebeldes Maji Maji no coordinaron sus movimientos, y la primera columna de ataque fue rechazada a mil metros de distancia con fuego de ametralladora; aun así los guerreros atacantes lucharon por seguir avanzando durante casi un cuarto de hora hasta que les fue imposible mantener la posición y se retiraron. Igual suerte corrió la segunda columna de ataque formada por cerca de 1200 guerreros.

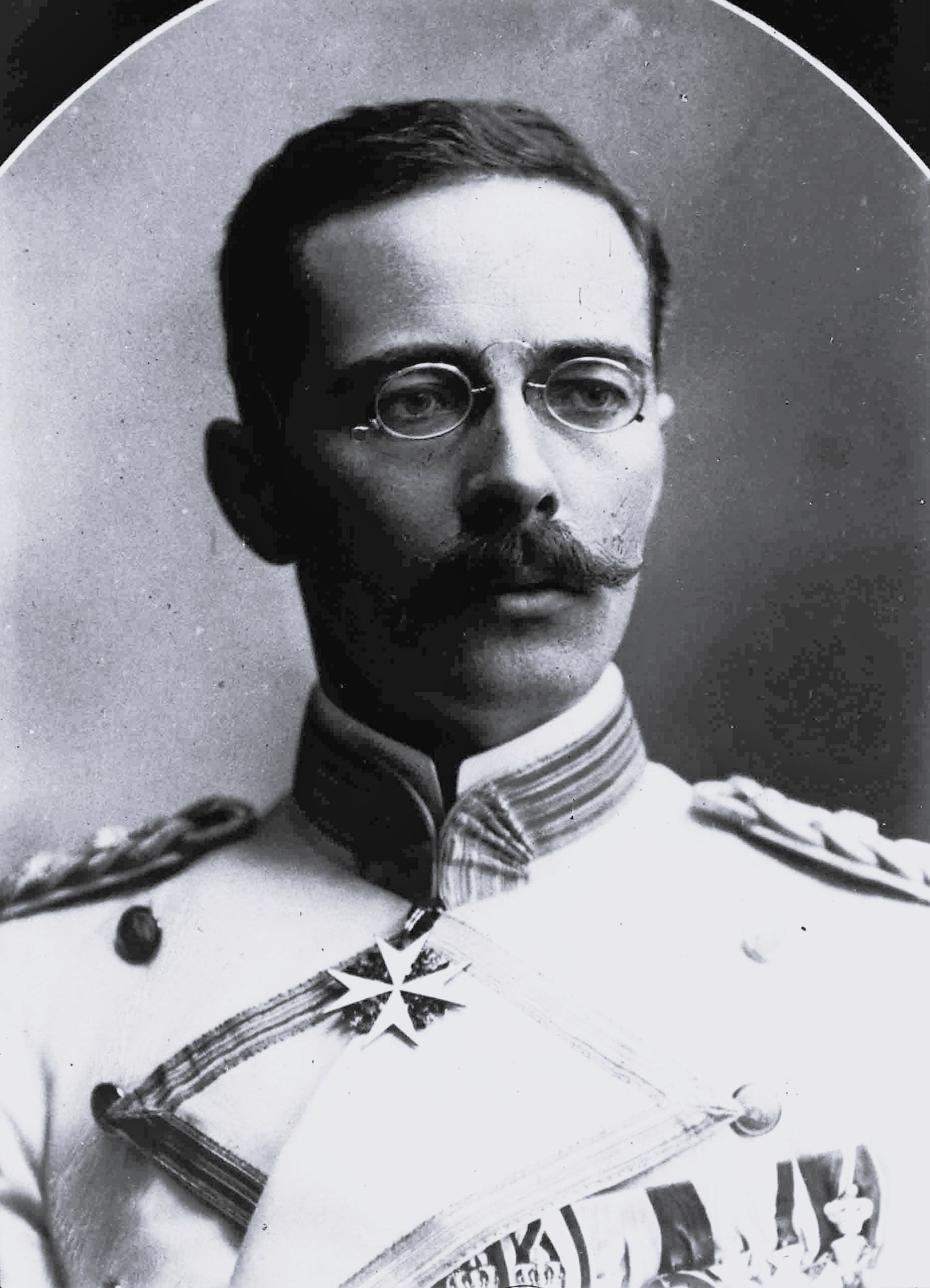
El conde von Götzen, gobernador de la colonia

Poco después la tribu Ngoni, que había abrazado el islamismo y era una remanente de la Confederación Ngandwe (derrotada por los zulúes en 1818), se unió a la rebelión con 5000 hombres. Teniendo noticia de ello, tropas alemanas reforzadas salieron de Mahenge hacia el campamento de los ngoni y lo atacaron el 21 de octubre de 1905. Los ngoni fueron derrotados rápidamente, y según los oficiales alemanes presentes, arrojaron sus recipientes conteniendo el líquido mágico proporcionado por Bokero, gritando que dicha mezcla era un fraude. El gobernador de la colonia, el conde Gustav Adolf von Götzen, había solicitado a inicios de septiembre que la metrópoli le enviase refuerzos en el plazo más breve posible, los cuales fueron prontamente despachados. Desde Alemania dos cruceros de combate, con 1000 soldados de infantería de marina, fueron enviados al África Oriental Alemana; también se enviaron refuerzos de otras colonias germanas, inclusive de la Nueva Guinea Alemana (situada al otro extremo del Océano Índico). Cuando a fines del mes octubre llegaron todos los refuerzos, Götzen planificó su ofensiva en el sur.

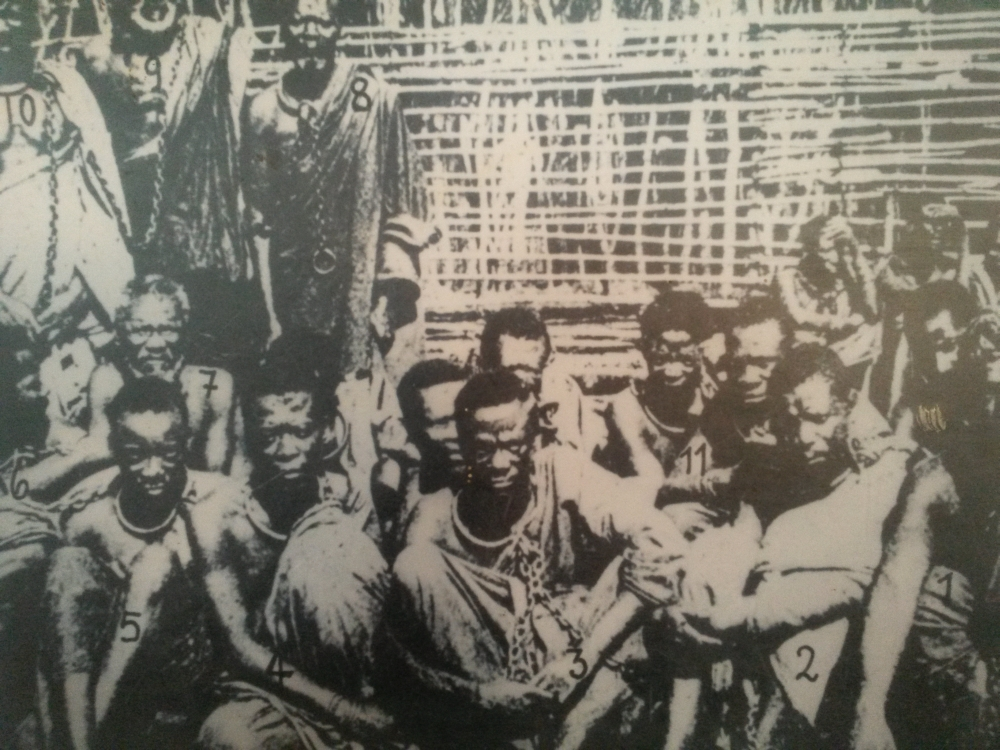
Prisioneros antes de ser ejecutados, 1906.

Tres columnas de tropas alemanas, incluyendo fuerzas coloniales, metropolitanas, y askaris, se dirigieron al sur de Tanganica, y a su paso destruyeron completamente las aldeas que apoyaban a los rebeldes, incendiaron cultivos y otras fuentes de alimentación usadas por los sublevados, rechazando ataques de los guerreros Maji Maji con uso masivo de fusiles y ametralladoras, en una auténtica táctica de tierra quemada. A inicios de 1906 los rebeldes de la tribu Bena causaron graves bajas a una columna alemana que cruzaba el río Rufuji, en el sudoeste de Tanzania, pero este aislado triunfo no mejoró la situación de los sublevados, al punto que la campaña bélica alemana logró reconquistar todo el sudoeste de la colonia en abril de 1906.
La rebelión persistió en la región sudoriental y allí el combate se transformó en una feroz lucha de guerrillas, la cual trajo consigo una considerable hambruna. Una columna dirigida por el teniente Gustav von Blumenthal, otro oficial alemán, y 46 askaris, fue continuamente atacada a inicios de mayo de 1906 cuando marchaba de Mahenge hacia Songea. Las tres columnas de las fuerzas alemanas lideradas por el mayor Johannes, el teniente von Blumenthal y el teniente von Lindeiner se reunieron en Kitanda; desde ese punto la columna de von Blumenthal marchó a lo largo del río Luwegu continuando la campaña en dirección este-oeste.
Desde fines de 1905 el capitán Wangenheim, unos de los jefes militares germanos en la colonia, aconsejó al gobernador Von Götzen recurrir a la hambruna organizada como método para sofocar la rebelión, alegando en una carta que "sólo el hambre y la necesidad pueden ganarnos una total sumisión. Las acciones militares por sí solas serán más o menos una gota en el océano." Ello explicaba que las columnas alemanas dedicasen tantos esfuerzos a destruir cultivos que fuesen aprovechables por los rebeldes tanzanos, expulsar a la población de sus hogares y sus campos, así como destruir aldeas y dar muerte a todo el ganado que fuese posible, siguiendo la política de tierra quemada que lograba su finalidad principal: no solo desmoralizar a los sublevados sino crear una hambruna que hacía insostenible proseguir la revuelta como sucedió en efecto.
Los campesinos del sur de Tanzania comenzaron rápidamente a sufrir los efectos de la hambruna generalizada, y al huir de sus tierras con un incierto destino los fugitivos generaban una mayor carga sobre las fuerzas rebeldes, que ya contaban con muy pocos alimentos para sí mismas. Recién en agosto de 1907 fueron eliminados los últimos rebeldes y los alemanes dieron por concluida su campaña.
En total, se calcula que murieron 23 alemanes (entre soldados y misioneros), 389 askaris africanos de la Schutztruppe (casi todos ellos nativos de la costa o del norte de la colonia), y entre 75,000 a 300,000 rebeldes (tanto en combates como por efectos del hambre). No obstante, reformas administrativas modificaron la situación de los campesinos sobrevivientes, eliminaron el sistema de trabajo forzoso por algodón y mejoraron las condiciones de vida de la población, con el fin de evitar una repetición de la revuelta. Poco antes del estallido de la Primera Guerra Mundial, el África Oriental Alemana resultaba ser una colonia mucho mejor administrada, y las autoridades alemanas mantuvieron la lealtad de la población nativa en su lucha contra las tropas británicas.

## Consecuencias

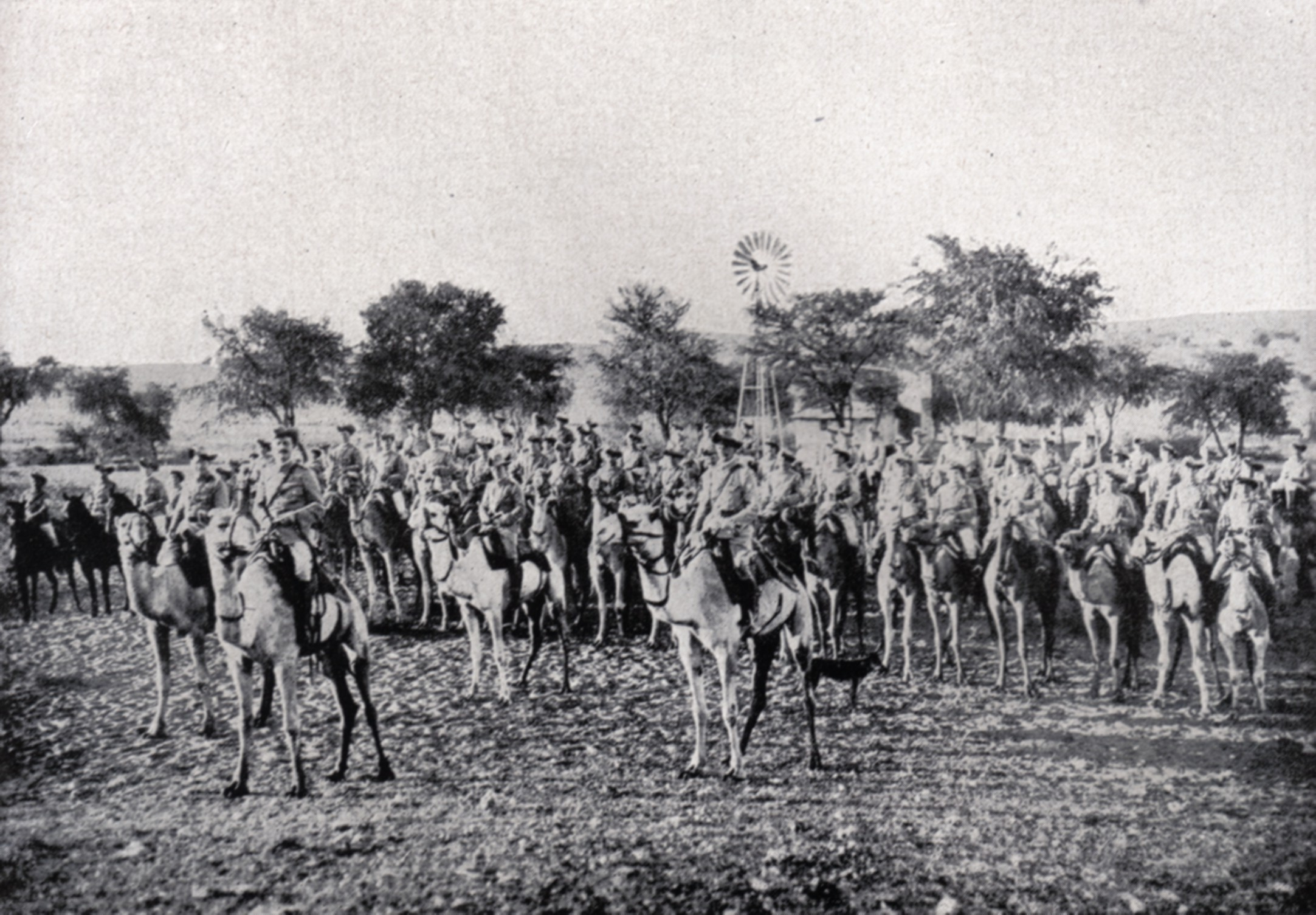
7.ª Compañía de la Schutztruppe en el África del Sudoeste Alemana.

El feroz aplastamiento de la revuelta Maji Maji causó que no hubiese más sublevaciones nativas en el África Oriental Alemana. También generó consecuencias importantes en las zonas meridionales de Tanzania, pues varios miles de personas perecieron durante los enfrentamientos armados, durante la campaña alemana de tierra quemada o directamente por el hambre que resultó de ella, lo cual perjudicó la economía de dicha zona por varios años.
En la actualidad, Tanzania considera a Kinjikitile "Bokero" Ngwale como un héroe nacional, siendo que la revuelta sirvió como punto de inspiración para los nacionalistas tanzanos durante su lucha por la independencia en la década de 1960, como un factor de unificación nacional. Otras corrientes de historiadores tanzanos cuestionaron tal modelo, recordando que la rebelión Maji Maji quedó focalizada en el sur de Tanzania, mientras que los grupos étnicos del norte y de la costa prefirieron apoyar a los alemanes y así lo probaría el masivo empleo de askaris por las autoridades coloniales como parte de la Schutztruppe (la fuerza militar nativa creada por los alemanes y al servicio de éstos), lo cual indicaría que las diferentes tribus y clanes de Tanzania mantuvieron sus diferencias durante la rebelión sin aceptar una unión completa.